# Списък на древноримските мостове
Списъкът на римските мостове е посветен на мостове изградени по времето на Римската империя.  Списъкът е непълен.

## Белгия
- Pont romain de Montignies-Saint-Christophe

## България
- Римски мост, с. Бостина
- Римски мост до „Дискодуратера“, с. Гостилица
- Римски мост, с. Долен (област Смолян)
- Римски мост Кемера, с. Змеица
- Римски мост, с. Ловци
- Римски мост, с. Любча
- Римски мост, с. Малка Арда
- Римски мост, гр. Мелник
- Римски мост, с. Нареченски бани [2]

## Германия
- Римски мост в Трир
- Римски мост в Трир

## Испания
- Pont d'Alcántara
- Pont romain de Cordoue

- Pont d'Alcántara
- Pont de La Bisbal d'Empordà
- Pont de Salamanque

## Италия
- Pont Saint-Ange, (Pont Aelius) в Рим
- Almenno San Salvatore (Province Bergame)
- Le pont de Pierre, Верона
- Pont-Saint-Martin
- Милвийски мост

- Ponte Sant'Angelo
- Ponte dell' Abbadia
- Pons sublicius
- Ponte di Nona
- Pont Mammolo, на Виа Тибуртина, на реката Анио
- Ponte Milvio
- Pont Lucano, на Виа Тибуртина, на реката Анио за Вила Адриана
- Pont Nomentano
- Pont Fabricius, на р. Тибър, Рим
- Pont Cestius, на р. Тибър, Рим
- Pons Aemilius, на р. Тибър, Рим
- Pont d'Auguste на Нарни
- Pont d'Hannibal, на Рапало
- Ponte del Diavolo („pont du Diable“), на р. Биедано
- Ponte della Rocca („pont de la Roche“), на р. Биедано
- Ponte di Cecco, за Асколи Пичено
- Ponte Pietra („pont de Pierre“), за Верона
- Ponte Salario
- Ponte di San Giovanni („Pont Saint-Jean“), Виа Фламиния
- Ponte di San Rocco, в Ломбардия
- Ponte di Solestà, в Асколи Пичено
- Ponte Mallio à Cagli (Cale), Виа Фламиния
- Ponte Romano sull'Ofanto, Виа Траяна, Каноза ди Пуля
- Ponte Vecchio (le „Vieux pont“)
- Pont d'Aël, на val d'Aoste
- Pont de Saint-Vincent, Вале д'Аоста
- Pont Saint-Martin
- Pont du Rû Prévôt
- Pont de pierre в Aoste
- Pont de Tibère, в Римини

## Португалия
- Pont romain de Tavira (Algarve)
- Pont de Lima
- Ponte de Trajan, à Chaves

- Pont de Cavês
- Pont de Crato, на Caia
- Pont de Monforte, Ribeira Grande
- Мост на Траян, Chaves, (Португалия)

## Франция
- Pont Julien (Франция)
- Pont romain de Saint-Thibéry (Hérault)
- Pont de Vasio
- Le pont Flavien (Saint-Chamas)
- Le Pont Romain (Isle Auger)

## Тунис
- Pont de Trajan de Béja
- Pont de Thuburnica

## Турция
- Pont de pierre d'Adana
- Pont de Limyra

- Pont de pierre d'Adana
- Pont de Limyra